# كراسنوفايشرسك
كراسنوفايشرسك (بالروسية: Красновишерск) هي إحدى مدن روسيا في الكيان الفدرالي الروسي بيرم كراي.